# Roberta Bieling

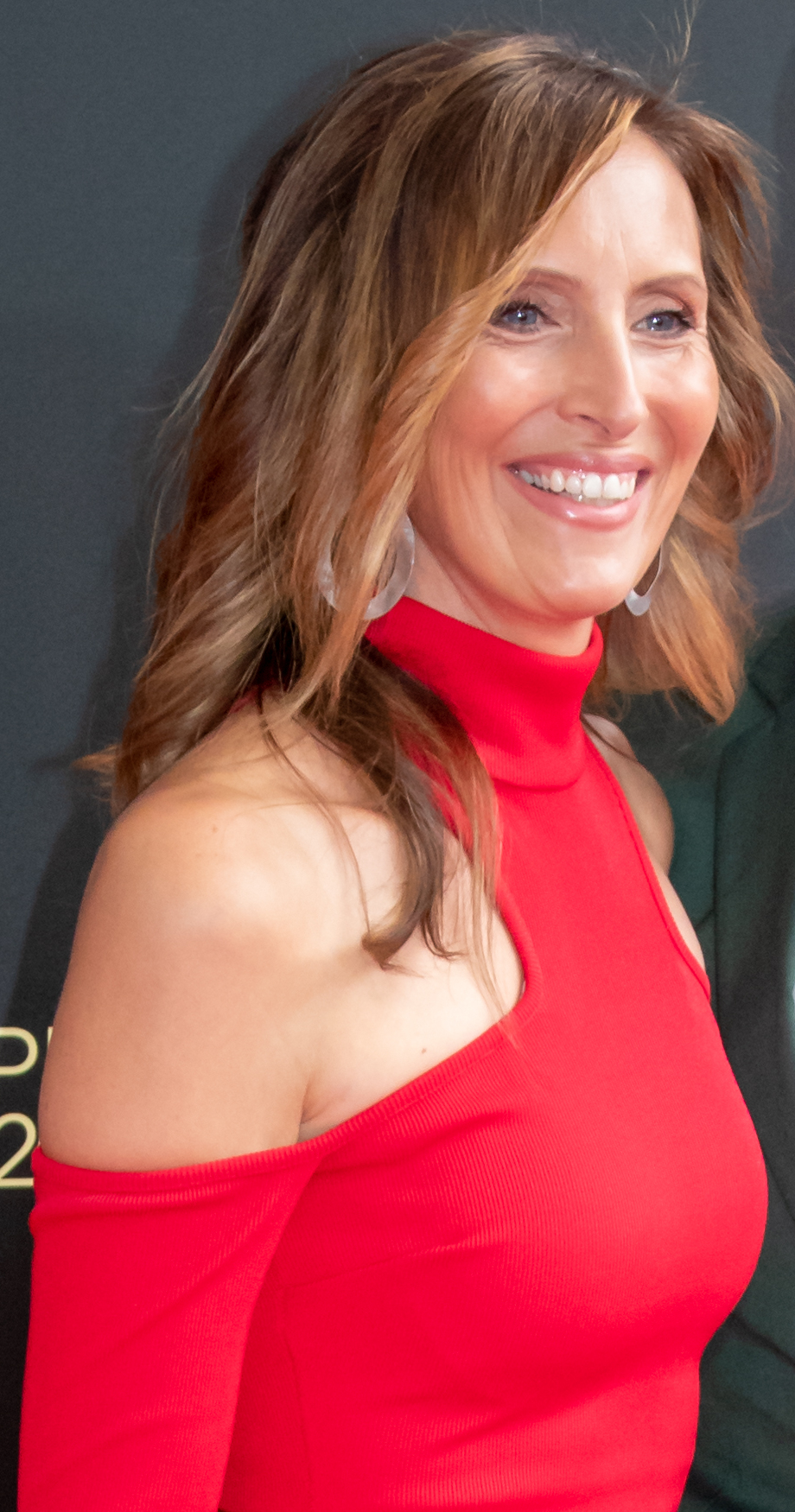
Roberta Bieling beim Deutschen Fernsehpreis 2021

Roberta Bieling (* 27. Februar 1975 in Bochum) ist eine deutsche Journalistin und Fernsehmoderatorin beim Sender RTL.

## Leben
Roberta Bieling wuchs in Essen-Steele auf und verbrachte mit 16 Jahren ein Austauschjahr in den USA. Von 1995 bis 1997 studierte sie an der Ruhr-Universität Bochum Theater-, Film- und Fernsehwissenschaften. Anschließend machte sie ein Volontariat bei der Fernsehproduktionsfirma TeutoTele/CNC. Daraufhin arbeitete sie als Polizei- und Gerichtsreporterin und erstellte Lifestyle-Beiträge für das RTL-Mittagsjournal Punkt 12.
Im Frühjahr 2000 wechselte Bieling zu RTL nach Köln und moderierte dort die RTL II News, deren Anchorwoman sie ab 2003 war. Von 2000 bis 2013 war sie neben Wolfram Kons Hauptmoderatorin, Redakteurin und Reporterin der RTL-Morgenmagazine Punkt 6 und Punkt 9 beziehungsweise von 2013 bis 2015 in deren Nachfolgeformat Guten Morgen Deutschland.
Von April 2006 bis Juli 2024 gehörte sie zum Moderationsteam von Punkt 12, ab Januar 2010 moderierte sie das Mittagsmagazin in der Regel eine Woche im Monat. Im Dezember 2015 wechselte Bieling vom Morgenmagazin fest zu Punkt 12, um dort neben ihrer Moderationstätigkeit den Posten des CvD zu übernehmen. Von September 2019 bis zu dessen Absetzung im Februar 2022 moderierte sie erneut das Morgenmagazin Guten Morgen Deutschland, meist an der Seite von Maurice Gajda.
Von März bis Juni 2022 moderierte sie vertretungsweise die RTL-Morgenmagazine Punkt 6, Punkt 7 sowie Punkt 8. Seit Januar 2023 moderiert Bieling in Vertretung RTL aktuell. Seit Sommer 2024 ist sie neben Christopher Wittich Anchorwoman der Nachrichtensendung.

### Privates
Bieling ist mit dem ehemaligen RTL-Chefredakteur Martin Gradl verheiratet, der im März 2023 Co-Geschäftsführer der RTL News GmbH wurde. Sie ist Mutter dreier Töchter.

## Fernsehauftritte

### Derzeitige Moderationen
- seit 2023: RTL aktuell (RTL)

### Ehemalige Moderationen
- 2000–2006: RTL II News (RTL II)
- 2000–2013: Punkt 9 (RTL)
- 2000–2013, 2022: Punkt 6 (RTL)
- 2006–2024: Punkt 12 (RTL)
- 2013–2015, 2019–2022: Guten Morgen Deutschland (RTL)
- 2022: Punkt 7 / Punkt 8 (RTL)
- 2022: RTL aktuell (RTL, Nachmittagsausgabe)

### Gastauftritte
- seit 2010: Die 10... / Die 25... (RTL)
- seit 2010: Die ultimative Chartshow (RTL)
- 2021: Gute Zeiten, schlechte Zeiten (Folge: 7362, in ihrer Funktion als Moderatorin von Punkt 12)[9]